# Dominique Bertinotti

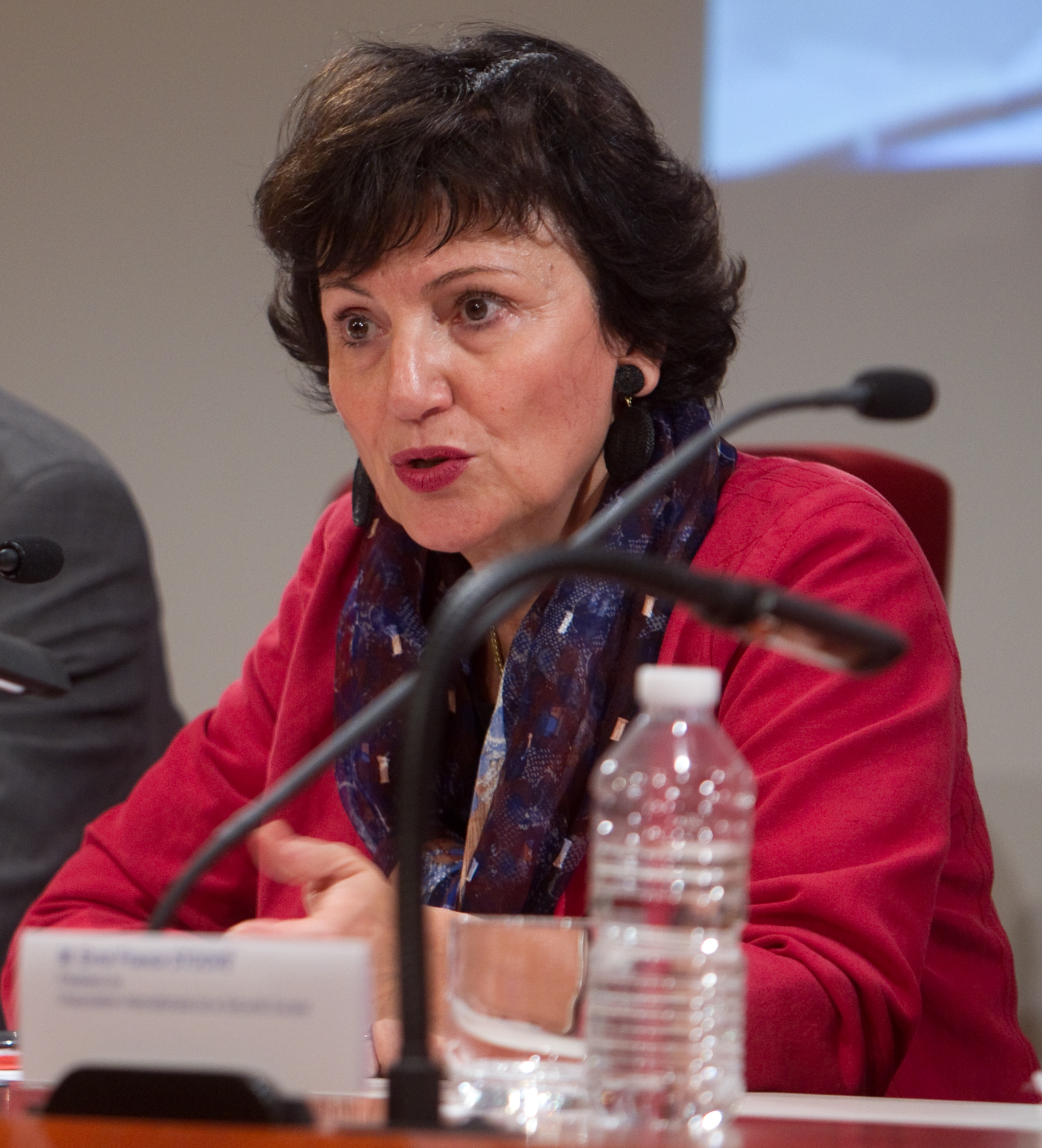
Dominique Bertinotti

Dominique Bertinotti (* 10. Januar 1954 in Paris) ist eine französische Geschichtswissenschaftlerin, Hochschullehrerin und Politikerin der Parti Socialiste (PS), die von 2001 bis 2012 Bürgermeisterin des 4. Pariser Arrondissements sowie vom 16. Mai 2012 bis zum 31. März 2014 Beigeordnete Ministerin für Familie im Ministerium für soziale Angelegenheiten und Gesundheit im Kabinett von Premierminister Jean-Marc Ayrault war.

## Leben

### Studium, Hochschullehrerin und Archivarin Mitterrands
Nach dem Schulbesuch studierte Dominique Bertinotti Geschichtswissenschaften und war nach Beendigung des Studiums 1977 als Geschichtslehrerin zunächst am Collège de l'Oise und anschließend am Collège Jean-Baptiste Clément in Dugny tätig. 1984 erfolgte ihre Promotion (Doctorat de troisième cycle) zum Doktor im Fach Zeitgeschichte, ehe sie 1988 ihre Habilitation (Doctorat d’État) bei René Rémond, dem Präsidenten der elitären politikwissenschaftlichen Stiftung Fondation nationale des sciences politiques, mit einer Arbeit zum Thema La vision de la France chez François Mitterrand, de 1945 à 1981 à travers ses œuvres et son action politiques abschloss.
Im Anschluss 1989 übernahm sie als Maître de conférences eine Professur für Zeitgeschichte an der Universität Paris VII. Zwischen 1992 und 1995 war sie außerdem während der Präsidentschaft von François Mitterrand Mitarbeiterin im Präsidialarchiv des Élysée-Palastes und dort zuständige Redakteurin für die Archivierung der persönlichen Schriften des Präsidenten zu außen- und verteidigungspolitischen Themen. Zugleich war sie von 1993 bis 1997 Lehrbeauftragte für die Analyse historischer Texte am Institut d’études politiques de Paris (SciencesPo) und engagierte sich außerdem zwischen 1994 und 1995 aktiv für die Gründung einer Stiftung, aus der später das Institut François-Mitterrand hervorging.
Nach dem Ende der Präsidentschaft Mitterrands war sie von Mai 1995 bis zu dessen Tod im Januar 1996 Mitarbeiterin in dessen privatem Altersruhesitz in der Avenue Frédéric-Le-Play, wo sie an der Redaktion von dessen Arbeiten mitarbeitete, die nach dessen Tod im Verlag Éditions Odile Jacob unter dem Titel De l’Allemagne, de la France et Mémoires interrompus erschienen. Darüber hinaus wurde sie 1995 von Mitterrand zur Verwalterin des Präsidialarchivs ernannt, das während der vierzehnjährigen Präsidentschaft auf 10.000 Kartons mit Dokumenten anwuchs. In dieser Funktion arbeitete sie zur Sichtung der Unterlagen mit den Archives nationales zusammen.
Im Anschluss war sie schließlich von 1996 bis 2001 Generalsekretärin des Institut François-Mitterrand, dessen Verwaltungsrat sie seit 2001 angehört.

### Bürgermeisterin und Ministerin
Neben ihrer beruflichen Laufbahn begann sie Mitte der 1990er Jahre mit ihrer politischen Karriere. Nachdem sie 1993 ohne Erfolg für die Parti Socialiste für ein Mandat als Abgeordnete in der Nationalversammlung im Wahlkreis Paris I kandidiert hatte, wurde sie bei den Kommunalwahlen 1995 als Spitzenkandidatin der PS mit 48 Prozent der Wählerstimmen zum Mitglied des Stadtrates von Paris gewählt.
2001 erfolgte ihre Wahl zur Bürgermeisterin des 4. Pariser Arrondissements, des sogenannten Arrondissement de l'Hôtel de Ville, wobei sie mit 54 Prozent der Wählerstimmen dieses Bürgermeisteramt erstmals für die politische Linke gewann.
Bei der Präsidentschaftswahl 2007 unterstützte sie aktiv den Wahlkampf von Ségolène Royal, der Präsidentschaftskandidatin der PS, und war während dieser Zeit als Finanzbeauftragte für die Wahlkampfkasse verantwortlich.
2008 wurde sie mit 62 Prozent der Wählerstimmen als Bürgermeisterin des 4. Pariser Arrondissements wiedergewählt. 2011 fungierte sie zunächst als Kampagnenbeauftragte von Ségoléne Royal bei deren Bemühungen zur erneuten Nominierung als Präsidentschaftskandidatin und gehörte nach deren Niederlage zum Wahlkampfstab von François Hollande.
Nach der Wahl von François Hollande zum Staatspräsidenten und der Benennung von Jean-Marc Ayrault zum Premierminister wurde sie von diesem am 16. Mai 2012 zur Beigeordneten Ministerin für Familien in dessen Kabinett berufen und ist als solche Sozial- und Gesundheitsministerin Marisol Touraine unterstellt.

## Veröffentlichungen
- Être maire à Paris. Téraède, Paris 2010, ISBN 978-2-912868-97-8.